# The Grid (serie de televisión)
The Grid es una serie dramática de televisión de 2004 coproducida por la BBC , Fox Television Studios y Carnival Films. Fue protagonizada por Dylan McDermott y Julianna Margulies. Se emitió en TNT en los Estados Unidos y en BBC Two en el Reino Unido, está disponible en DVD en el Reino Unido, Estados Unidos y Australia. También se emitió en Seven Network en Australia en 2007.

## Trama
La serie sigue a un equipo internacional de lucha contra el terrorismo cuyo propósito es combatir el terrorismo; la serie se centra en la misión del equipo de desbaratar una célula terrorista empeñada en destruir los cimientos económicos del mundo. El equipo se reúne tras un incidente en el que un ataque fallido con gas sarín en Londres deja varios terroristas e inocentes muertos. El equipo está compuesto por: Maren Jackson, administradora del Consejo de Seguridad Nacional ; Max Canary, SAC de la Fuerza de Tarea Conjunta contra el Terrorismo (JTTF) del FBI; y Raza Michaels, experta en cultura del Medio Oriente que trabaja para la CIA; además, el equipo estadounidense trabaja con dos agentes de inteligencia británicos, el agente de campo senior Derek Jennings deMI5 y la administradora de nivel medio Emily Tuthill del MI6 . Maren Jackson debe luchar para mantener unido al equipo, cuando los terroristas los engañan y evacuan el metro de Manhattan bajo una falsa alarma.
Maren había creado el equipo específicamente para reducir los trámites burocráticos y fomentar la cooperación entre agencias, pero Acton Sandman, el subdirector de la CIA para la lucha contra el terrorismo, la obstaculiza, y cree que él debería ser el líder del equipo y que la CIA debería ser encargado de su funcionamiento. Para manipular la situación, Sandman ejerce presión política sobre Raza y finalmente lo despide cuando Raza sigue siendo leal a Maren.
Cuando se hace evidente que existe una amenaza inminente, Maren Jackson y Acton Sandman dejan de lado sus diferencias y trabajan juntos para evitar que la célula terrorista ataque. Durante el transcurso de la operación, Emily Tuthill y Raza Michaels se convierten en pareja, y ella está angustiada cuando la tragedia le sucede a Raza en Siria cuando intenta convencer a un grupo de niños que habían sido obligados por el líder de la célula a suicidarse. Las vidas de algunos miembros del equipo cambian para siempre después de la exitosa operación. Maren Jackson presta juramento como nueva Asesora de Seguridad Nacional. Emily Tuthill renuncia al MI6 después de casi matar a Yussef Nasseriah, el líder de la célula terrorista, tras la muerte de Raza. Mientras que Max Canary, Acton Sandman y Derek Jennings volvieron a trabajar en sus diversas agencias.

## Transmisión
Francia: France 2

## Premios y nominaciones
| Año  | Asociación            | Categoría | Nominado                                                                                            | Resultado |
| ---- | --------------------- | --- | --------------------------------------------------------------------------------------------------- | --------- |
| 2005 | Primetime Emmy Awards | Edición de sonido sobresaliente para una miniserie, película o especial por (una hora) por el episodio "Parte IV" | Mark Friedgen Devon Heffley Curry Bob Costanza Mike Dickeson Gary Macheel Tom Trafalski Mark Steele |           |